# Дерябін Володимир Вікторович
Володимир Вікторович Дерябін (рос. Владимир Викторович Дерябин нар. 20 грудня 1937, Москва, СРСР — пом. 13 жовтня 1999 Москва, Росія) — радянський футболіст та тренер, виступав на позиції нападника. Майстер спорту СРСР (1961).

## Життєпис
Вихованець московського футболу. Розпочинав грати в московській «Енергії».
Один з лідерів у списку футболістів, які зіграли за «Чорноморець» найбільше офіційних матчів.
Чемпіон України серед команд класу «Б» (1961), завоював разом з «моряками» путівку до вищої ліги (1964). У 1962 році під № 1 був включений в число 33-х кращих футболістів України на позиції правого півзахисника. Крім Одеси грав в клубах Кишинева, Кіровограда та Горького.
Після завершення ігрової кар'єри працював тренером в сімферопольській «Таврії» і костромському «Спартаку».
З 1982 по 1992 роки інспектував матчі команд вищої та першої ліг.
Помер в Москві в жовтні 1999 року. Похований на підмосковному кладовищі «Ракіткі».
У 2001 році був включений до числа найкращих футболістів Одеси XX століття.